# Ивановка (Ачинский район)
Ива́новка — село в Ачинском районе Красноярского края России. Входит в состав Причулымского сельсовета.

## География
Село находится на левом берегу реки Околь (приток реки Чулым), на расстоянии примерно 23 км к северо-западу от города Ачинск, административного центра района. Абсолютная высота — 219 м над уровнем моря.

## Население
| 1989 | 2002 | 2010 |
| ---- | ---- | ---- |
| 38   | ↘10  | ↘8   |

### Гендерный состав
По данным Всероссийской переписи населения 2010 года, в селе проживало 8 человек (3 мужчины и 5 женщин).

## Улицы
Уличная сеть села состоит из одной улицы (ул. Центральная).